# Roseboro
Roseboro és una població dels Estats Units a l'estat de Carolina del Nord. Segons el cens del 2000 tenia 1.267 habitants.

## Demografia
Segons el cens del 2000, Roseboro tenia 1.267 habitants, 509 habitatges i 365 famílies. La densitat de població era de 418,1 habitants per km².
Dels 509 habitatges en un 37,5% hi vivien nens de menys de 18 anys, en un 40,7% hi vivien parelles casades, en un 25,9% dones solteres, i en un 28,1% no eren unitats familiars. En el 25% dels habitatges hi vivien persones soles el 13,2% de les quals corresponia a persones de 65 anys o més que vivien soles. El nombre mitjà de persones vivint en cada habitatge era de 2,49 i el nombre mitjà de persones que vivien en cada família era de 2,92.
Per edats la població es repartia de la següent manera: un 30% tenia menys de 18 anys, un 8,2% entre 18 i 24, un 28% entre 25 i 44, un 17,5% de 45 a 60 i un 16,3% 65 anys o més.
L'edat mediana era de 34 anys. Per cada 100 dones de 18 o més anys hi havia 70,9 homes.
La renda mediana per habitatge era de 23.478 $ i la renda mediana per família de 26.154 $. Els homes tenien una renda mediana de 29.306 $ mentre que les dones 17.216 $. La renda per capita de la població era de 15.704 $. Entorn del 23,6% de les famílies i el 24,9% de la població estaven per davall del llindar de pobresa.

## Poblacions més properes
El següent diagrama mostra les poblacions més properes.